# Christelle Guignard
Christelle Guignard (ur. 27 września 1962 w Les Deux Alpes) – francuska narciarka alpejska, wicemistrzyni świata.

## Kariera
Pierwsze punkty do klasyfikacji generalnej Pucharu Świata wywalczyła 14 grudnia 1983 roku w Sestriere, zajmując piętnaste miejsce w slalomie. Na podium zawodów tego cyklu po raz pierwszy stanęła blisko rok później, 9 grudnia 1984 roku w Davos, wygrywając rywalizację w tej samej konkurencji. W zawodach tych wyprzedziła Szwajcarkę Erikę Hess i swą rodaczkę, Hélène Barbier. Jeszcze dwa razy stanęła na podium zawodów pucharowych: 14 grudnia 1984 roku w Madonna di Campiglio była trzecia, a 11 stycznia 1985 roku w Bad Kleinkirchheim ponownie pierwsza w slalomie. Najlepsze wyniki osiągnęła w sezonie 1984/1985, kiedy zajęła czternaste miejsce w klasyfikacji generalnej, a w klasyfikacji slalomu była siódma.
Jej największym sukcesem jest srebrny medal w slalomie wywalczony podczas mistrzostw świata w Bormio w 1985 roku. Rozdzieliła tam na podium inną Francuzkę, Perrine Pelen i Włoszkę Paolettę Magoni. Był to jej jedyny medal wywalczony na międzynarodowej imprezie tej rangi. Była też między innymi jedenasta w kombinacji na rozgrywanych sześć lat później mistrzostwach świata w Saalbach. W 1984 roku wystartowała na igrzyskach olimpijskich w Sarajewie, gdzie po pierwszym przejeździe slalomu znajdowała się na prowadzeniu. Drugiego przejazdu jednak nie ukończyła i ostatecznie nie była klasyfikowana. Na rozgrywanych cztery lata później igrzyskach w Calgary była dziesiąta w gigancie, a slalomu ponownie nie ukończyła. Brała też udział w igrzyskach olimpijskich w Albertville w 1992 roku, gdzie była czternasta w slalomie, a giganta nie ukończyła.
W 1993 roku zakończyła karierę.

## Osiągnięcia

### Igrzyska olimpijskie
| Miejsce | Dzień     | Rok  | Miejscowość | Konkurencja | Czas biegu | Strata | Zwyciężczyni     |
| ------- | --------- | ---- | ----------- | ----------- | ---------- | ------ | ---------------- |
| DNF2    | 13 lutego | 1984 | Sarajewo    | Slalom      | 1:36,47    | -      | Paoletta Magoni  |
| 10.     | 24 lutego | 1988 | Calgary     | Gigant      | 2:06,49    | +2,97  | Vreni Schneider  |
| DNF1    | 26 lutego | 1988 | Calgary     | Slalom      | 1:36,69    | -      | Vreni Schneider  |
| DNF2    | 19 lutego | 1992 | Albertville | Gigant      | 2:12,74    | -      | Pernilla Wiberg  |
| 14.     | 20 lutego | 1992 | Albertville | Slalom      | 1:32,68    | +3,63  | Petra Kronberger |

### Mistrzostwa świata
| Miejsce | Dzień       | Rok  | Miejscowość   | Konkurencja | Czas biegu | Strata     | Zwyciężczyni       |
| ------- | ----------- | ---- | ------------- | ----------- | ---------- | ---------- | ------------------ |
| 21.     | 6 lutego    | 1985 | Bormio        | Gigant      | 2:18,53    | +4,38      | Diann Roffe        |
| 2.      | 9 lutego    | 1985 | Bormio        | Slalom      | 1:29,58    | +0,35      | Perrine Pelen      |
| 13.     | 7 lutego    | 1987 | Crans-Montana | Slalom      | 1:33,30    | +4,95      | Erika Hess         |
| DSQ     | 11 lutego   | 1989 | Vail          | Gigant      | 2:29,37    | -          | Vreni Schneider    |
| 11.     | 31 stycznia | 1991 | Saalbach      | Kombinacja  | 26,45 pkt  | +47,88 pkt | Chantal Bournissen |
| DNF1    | 1 lutego    | 1991 | Saalbach      | Slalom      | 1:25,90    | -          | Vreni Schneider    |
| DNF     | 9 lutego    | 1993 | Morioka       | Slalom      | 1:27,66    | -          | Karin Buder        |
| 24.     | 10 lutego   | 1993 | Morioka       | Gigant      | 2:17,59    | +5,32      | Carole Merle       |

### Puchar Świata

#### Miejsca w klasyfikacji generalnej
- sezon 1983/1984: 41.
- sezon 1984/1985: 14.
- sezon 1986/1987: 54.
- sezon 1987/1988: 30.
- sezon 1988/1989: 42.
- sezon 1990/1991: 53.
- sezon 1991/1992: 49.
- sezon 1992/1993: 96.

#### Miejsca na podium w zawodach Pucharu Świata
1. Davos – 9 grudnia 1984 (slalom) – 1. miejsce
2. Madonna di Campiglio – 14 grudnia 1984 (slalom) – 3. miejsce
3. Bad Kleinkirchheim – 11 stycznia 1985 (slalom) – 1. miejsce